# Clint Robinson
Clint David Robinson (Brisbane, 27 luglio 1972) è un canoista australiano.
Ha vinto tre medaglie olimpiche nella canoa: una medaglia d'oro alle Olimpiadi di Barcellona 1992 nella gara di K1 1000 m, una medaglia d'argento a Atene 2004 nella specialità K2 500 m con Nathan Baggaley, e una medaglia di bronzo ad Atlanta 1996 nel K1 1000 m.
Inoltre ha vinto quattro medaglie mondiali: una d'oro (1994), due d'argento (1991 e 1995) e una di bronzo (1994) in diverse specialità.
È attivo anche nel nuoto per salvamento.